# Edelkoralle
Die Edelkoralle (Corallium rubrum; synonym Gorgonia nobilis), auch Rote Koralle oder Blutkoralle genannt, ist eine den Gorgonien ähnelnde Oktokoralle aus dem westlichen und zentralen Mittelmeer und dem angrenzenden östlichem Atlantik an den Küsten Portugals und Marokkos, bei den Kanarischen und den Kapverdischen Inseln. Sie lebt in Tiefen von 2 bis 280 Metern, im flacheren Wasser ausschließlich im Schatten in Höhlen und unter Überhängen.

## Merkmale
Wie fast alle Oktokorallen bildet die Edelkoralle Kolonien, die aus vielen Einzelpolypen bestehen. Die Kolonien werden zwischen 5 und 30 cm groß und sind unregelmäßig und spärlich verzweigt, bei kontinuierlicher starker Strömung bildet die Koralle auch Krusten. Kolonien von über einem Meter Größe und Gewichten von bis zu 30 Kilogramm sind durch übermäßige Ausbeutung für die Schmuckherstellung verschwunden. Die Enden der Zweige sind 3 bis 5 mm dick, die Basis großer Kolonien kann bis zu 3 cm dick sein. Die kalkigen Äste der Kolonie werden aus verschmolzenen Skleriten gebildet. Das lebende Coenenchym ist zinnoberrot, dunkelrot bis leuchtend rot, seltener auch pink oder weiß gefärbt und kontrastiert deutlich von den weißen, mehr oder weniger transparenten Polypen, die acht gefiederte Tentakel besitzen. Edelkorallenkolonien wachsen nur 2 bis 8 mm pro Jahr.
Die Edelkoralle kann mit der Krustenbildenden Lederkoralle (Parerythropodium coralloides) und einigen Moostierchen, wie der Trugkoralle (Myriapora truncata) oder dem Elchgeweih-Moostierchen (Schizotheca serratimargo) verwechselt werden. Erstere hat jedoch kein eigenes Kalkskelett, sondern überzieht tote Gorgonien, letztere sind orange gefärbt und haben Astenden, die wie abgeschnitten wirken.

## Lebensweise
Die Edelkoralle ist lichtscheu und wächst vor allem unterhalb einer Tiefe von 40 Metern, bis in Tiefen von über 100 Metern (maximal 280 m), seltener in flacherem Wasser im Schutz von Höhlen. Freistehend, in schwachem Licht, ohne den Schutz von Überhängen oder in Spalten, kommt sie nur unterhalb einer Tiefe von 80 Metern vor. Die Edelkoralle ernährt sich von Zooplankton. Edelkorallen werden von verschiedenen bohrenden Schwämmen besiedelt.
Edelkorallenkolonien sind in den meisten Fällen getrennt geschlechtlich. Die Eizellen werden im weiblichen Polypen befruchtet, entwickeln sich dort bis zur Planulalarve weiter, werden dann ausgestoßen und leben einige Tage planktonisch, bis sie sich auf eine feste Unterlage festsetzen. Die Planulalarve wandelt sich dann zum Primärpolypen, der sich weiter, durch Knospung vermehrt und eine neue Kolonie bildet.

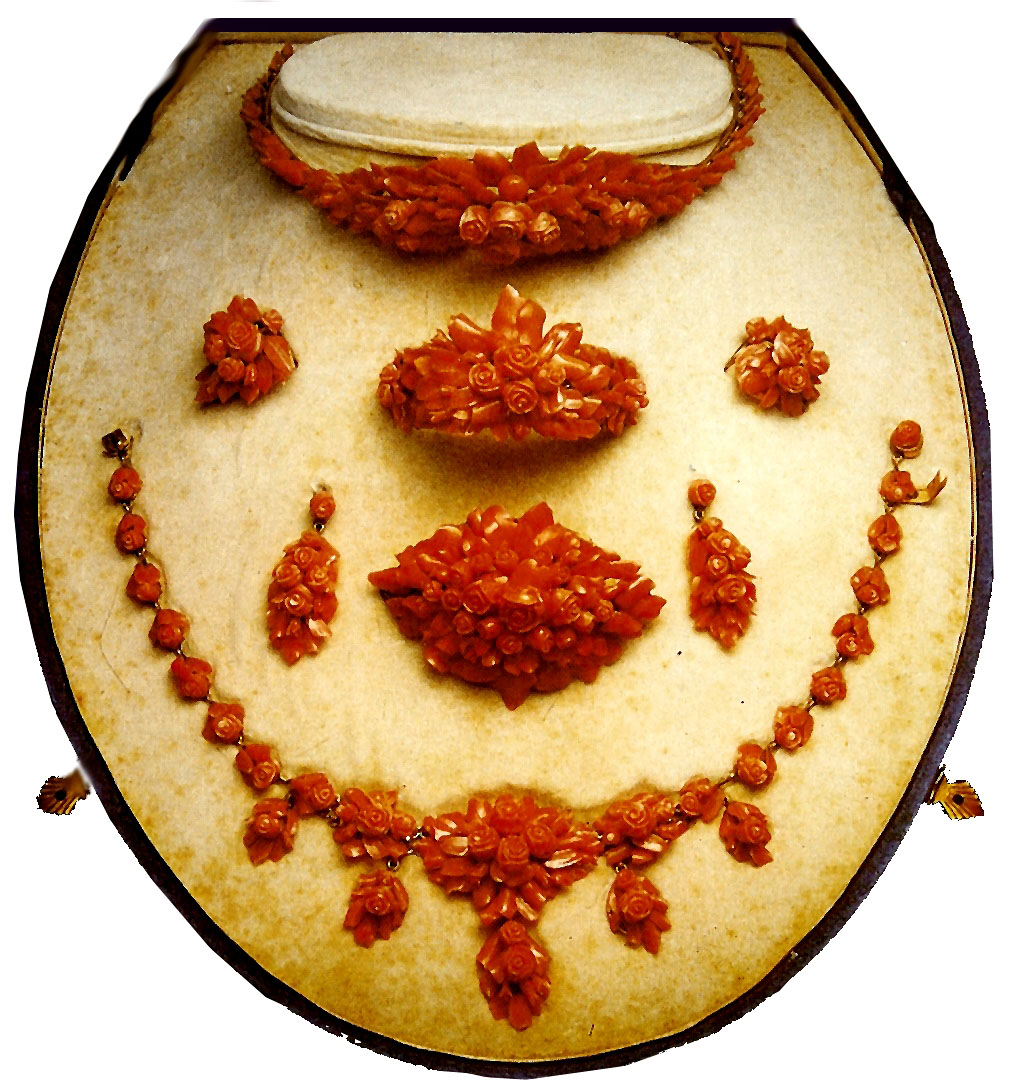
Korallengehänge angefertigt für Königin Farida von Ägypten aus der Werkstatt Ascione, 1938, Neapel, Museum der Koralle

## Nutzung
Die Kalkachse der Edelkoralle wird zur Schmuckherstellung genutzt. Zentrum der Schmuckherstellung ist Torre del Greco in der Nähe von Neapel. Heute werden Edelkorallen hauptsächlich noch vor Korsika, Sardinien und Tunesien von Tauchern „gefischt“; um 2007 waren es etwa 25–30 Tonnen pro Jahr im gesamten Mittelmeer.
Früher wurden Korallen, insbesondere das Skelett der Edelkoralle, auch in der Heilkunde verwendet.